# بطولة تونس للكرة الطائرة للرجال 2010-2011
بطولة تونس للكرة الطائرة للرجال 2010-2011 هو الموسم رقم 56 من بطولة تونس للكرة الطائرة للرجال.

فاز بهذا الموسم النجم الرياضي الساحلي.

## روابط خارجية
- الموقع الرسمي للجامعة التونسية للكرة الطائرة.